# Meliza Haradinaj-Stublla
Meliza Haradinaj-Stublla, kosovska političarka, * 1984, Priština, Kosovo
Je aktualna ministrica za zunanje zadeve in diasporo Kosova.

## Življenjepis
Haradinaj-Stublla se je študirala javno politiko na zasebni ameriški univerzi v Prištini in diplomacijo na Oxfordu. 

### Politika
Med letoma 2009 in 2013 je bila članica mestnega sveta Prištine, nato pa je bila kot politična svetovalka članica kabineta kosovskega premierja Ramuša Haradinaja, ki je bil na položaju med letoma 2017 do 2019. Kljub enakemu priimku z Ramušem Haradinajem nimata tesnih vezi. Od 3. junija 2020 je ministrica za zunanje zadeve in diasporo v vladi Avdullaha Hotija. Če ne štejemo Vlore Çitaku, ki je bila vršilka dolžnosti, je Meliza Haradinaj-Stubla prva kosovska zunanja ministrica.
Je članica predsedstva stranke Aleanca për Ardhmërinë e Kosovës (AAK).

### Zasebno
Meliza Haradinaj je poročena z Dardanom Stublla, s katerim ima dva otroka.